# Мосіашвілі Гулі Іванович
Гулі Іванович Мосіашві́лі (нар. 25 листопада 1914, Телаві) — радянський мікробіолог, доктор біологічних наук з 1962 року, професор з 1964 року, Заслужений діяч науки Грузинської РСР з 1967 року.

## Біографія
Народився 25 листопада 1914 року в місті Телаві (тепер Грузія). Закінчив Грузинський сільськогосподарський інститут. У 1940—1942 роках на науково-дослідній роботі. Учасник Другої світової війни. Нагороджений орденом Вітчизняної війни 2-го ступеня. З 1945 року завідувач лабораторією мікробіології в Грузинському науково-дослідному інституті виноградарства і садівництва. Член ВКП(б) з 1946 року.

## Наукова діяльність
Основні наукових праці присвячені дослідженням в галузі мікробіології вина. Ним розроблені нові методи застосування чистих і змішаних культур дріжджів, фізичні методи боротьби із захворюваннями вин, схематична карта поширення дріжджів в виноробної районах Грузії; запропоновано використання відходів сільськогосподарських та промислових харчових продуктів для культивування дріжджів і непатогенних бактерій з метою отримання білків та амінокислот харчового призначення, виділені 32 нові культури дріжджів. Автор 126 наукових робіт, 14 винаходів. Серед праць:
- Нові культури дріжджів для столових вин Грузії. — Москва, 1955;
- Хвороби вина. — Тбілісі, 1957(груз.);
- Мікробіологічний аналіз продуктів винограду. — Тбілісі, 1969(груз.);
- Оцтовокислі бактерії, поширені в Грузії, і боротьба з ними. Тбілісі, 1970 (у співавторстві)(груз.).